# 1962年イギリスグランプリ
1962年イギリスグランプリ (1962 British Grand Prix) は、1962年のF1世界選手権第5戦として、1962年7月21日にエイントリー・モーターレーシング・サーキットで開催された。
エイントリーでイギリスGPが開催されたのは本年が最後で、翌年から1986年までシルバーストン・サーキットとブランズ・ハッチの交互開催となった。ロータス・25を駆るスコットランド出身のジム・クラークがレースを支配した。フェラーリはイタリア国内での労働ストライキの影響で、フィル・ヒル1台のみの参加となった。

## レース概要
クラークが最後までトップを譲らず、大差を付けて優勝した。開幕戦からBRM、クーパー、ロータス、ポルシェと一戦ごとに優勝車が変わる展開だったが、ロータスがいち早く2勝目を達成した。1周ごとに後続との差を開いていくクラークの優勝パターンはここから始まった。
決勝に出走した21台のうち6台が依然直列4気筒エンジンを使用していたが、最上位はジャッキー・ルイスの10位だった。ジョン・サーティースのローラは10周目に2速を失ったが、2位でフィニッシュした。前戦フランスGPとその翌週に行われた非選手権レースのソリチュードGPを制したダン・ガーニーはスタートで3位に浮上したが、クラッチの滑りにより順位を落とし9位に終わった。ガーニーのチームメイトのヨアキム・ボニエは、ディファレンシャルのトラブルでリタイアとなった。ブルース・マクラーレン(クーパー)は12周目にガーニーを抜いて3位表彰台を獲得した。グラハム・ヒル(BRM)はレース終盤にジャック・ブラバムの追走を受け、4位をキープするためにプッシュしたが、ブラバムは40周目以降右足の火傷による痛みが増したことで後退する。ブラバムはトニー・マグス(クーパー)の前の5位でフィニッシュした。ブラバムは本レースから自製マシンのブラバム・BT3を投入する予定だったが、レース前の午前3時に間違った排気システムが供給されていたことが判明し、昼夜の作業も実らず投入を断念した。BT3のデビューは2週間後の次戦ドイツGPに持ち越された。
イネス・アイルランド(UDT・レイストール・レーシングチーム(BRP))はおそらく最大の失意の日となったであろう。彼のロータス・24-クライマックスは予選3位でフロントローを獲得したが、1周目にギアシフトが曲がり3速しか使えなくなったためピットインしなければならず、修理のために時間を要したことにより最下位の16位フィニッシュに終わった。トレバー・テイラーはいくつかの接触の後、いいレースになることを期待してスタートした。しかし、すぐにキャブレターの緩みによりピットインしなければならず、彼のロータス・24は8位に終わった。フィル・ヒルのフェラーリは新しい6速ギアボックスを使用したにもかかわらず、イギリス勢に歯が立たなかった。彼は10位を上回るのが精一杯で、イグニッションのトラブルによりリタイアとなった。

## エントリーリスト
フェラーリは3台をエントリーしていたが、1台のみの参加となったため、カーナンバー4と6は使用されなかった。
| チーム                                           | No. | ドライバー                       | コンストラクター | シャシー | エンジン                    |
| ------------------------------------------------ | --- | -------------------------------- | ---------------- | -------- | --------------------------- |
| スクーデリア・フェラーリ SpA SEFAC               | 2   | フィル・ヒル                     | フェラーリ       | 156      | フェラーリ Tipo178 1.5L V6  |
| スクーデリア・フェラーリ SpA SEFAC               | 4   | リカルド・ロドリゲス 1           | フェラーリ       | 156      | フェラーリ Tipo178 1.5L V6  |
| スクーデリア・フェラーリ SpA SEFAC               | 6   | ジャンカルロ・バゲッティ 1       | フェラーリ       | 156      | フェラーリ Tipo178 1.5L V6  |
| ポルシェ・システム・エンジニアリング             | 8   | ダン・ガーニー                   | ポルシェ         | 804      | ポルシェ 753 1.5L F8        |
| ポルシェ・システム・エンジニアリング             | 10  | ヨアキム・ボニエ                 | ポルシェ         | 804      | ポルシェ 753 1.5L F8        |
| オーウェン・レーシング・オーガニゼーション       | 12  | グラハム・ヒル                   | BRM              | P57      | BRM P56 1.5L V8             |
| オーウェン・レーシング・オーガニゼーション       | 14  | リッチー・ギンサー               | BRM              | P57      | BRM P56 1.5L V8             |
| クーパー・カー・カンパニー                       | 16  | ブルース・マクラーレン           | クーパー         | T60      | クライマックス FWMV 1.5L V8 |
| クーパー・カー・カンパニー                       | 18  | トニー・マグス                   | クーパー         | T60      | クライマックス FWMV 1.5L V8 |
| チーム・ロータス                                 | 20  | ジム・クラーク                   | ロータス         | 25       | クライマックス FWMV 1.5L V8 |
| チーム・ロータス                                 | 22  | トレバー・テイラー               | ロータス         | 24       | クライマックス FWMV 1.5L V8 |
| ヨーマン・クレジット・レーシングチーム           | 24  | ジョン・サーティース             | ローラ           | Mk4      | クライマックス FWMV 1.5L V8 |
| ヨーマン・クレジット・レーシングチーム           | 26  | ロイ・サルヴァドーリ             | ローラ           | Mk4      | クライマックス FWMV 1.5L V8 |
| ロブ・ウォーカー・レーシングチーム               | 28  | モーリス・トランティニアン 1     | ロータス         | 24       | クライマックス FWMV 1.5L V8 |
| ブラバム・レーシング・オーガニゼーション         | 30  | ジャック・ブラバム               | ロータス         | 24       | クライマックス FWMV 1.5L V8 |
| UDT・レイストール・レーシングチーム              | 32  | イネス・アイルランド             | ロータス         | 24       | クライマックス FWMV 1.5L V8 |
| UDT・レイストール・レーシングチーム              | 34  | マステン・グレゴリー             | ロータス         | 24       | BRM P56 1.5L V8             |
| アングロ＝アメリカン・エキップ                   | 36  | イアン・バージェス               | クーパー         | T59      | クライマックス FPF 1.5L L4  |
| エメリソン・カーズ                               | 38  | ジョン・キャンベル＝ジョーンズ 2 | エメリソン       | 61       | クライマックス FPF 1.5L L4  |
| エメリソン・カーズ                               | 40  | トニー・セッテンバー             | エメリソン       | 61       | クライマックス FPF 1.5L L4  |
| エキュリー・ギャロワーズ                         | 42  | ジャッキー・ルイス               | クーパー         | T53      | クライマックス FPF 1.5L L4  |
| オートスポート・チーム・ウォルフガング・ザイデル | 44  | ヴォルフガング・ザイデル         | ロータス         | 24       | BRM P56 1.5L V8             |
| エキュリー・エクセルシオール                     | 46  | ジェイ・チャンバーレイン         | ロータス         | 18       | クライマックス FPF 1.5L L4  |
| ジョン・ダルトン                                 | 48  | トニー・シェリー                 | ロータス         | 18/21    | クライマックス FPF 1.5L L4  |
| ギルビー・エンジニアリング                       | 50  | キース・グリーン 1 3             | ギルビー         | 62       | BRM P56 1.5L V8             |
| エキュリー・フィリピネッティ                     | 52  | ジョー・シフェール 4             | ロータス         | 24       | BRM P56 1.5L V8             |
| エキュリー・マールスベルゲン                     | 54  | カレル・ゴダン・ド・ボーフォール | ポルシェ         | 718      | ポルシェ 547/3 1.5L F4      |
| ソース:                                          |     |                                  |                  |          |                             |

追記
- タイヤは全車ダンロップ
- ^1 - マシンが準備できず
- ^2 - 負傷のため欠場
- ^3 - 練習走行のみ、No.48のロータスをドライブした
- ^4 - スターティングマネーが十分に支払われなかったため、出場を取りやめた

## 結果

### 予選
| 順位    | No. | ドライバー                       | コンストラクター          | タイム | 差    | グリッド |
| ------- | --- | -------------------------------- | ------------------------- | ------ | ----- | -------- |
| 1       | 20  | ジム・クラーク                   | ロータス-クライマックス   | 1:53.6 | —     | 1        |
| 2       | 24  | ジョン・サーティース             | ローラ-クライマックス     | 1:54.2 | +0.6  | 2        |
| 3       | 32  | イネス・アイルランド             | ロータス-クライマックス   | 1:54.4 | +0.8  | 3        |
| 4       | 16  | ブルース・マクラーレン           | クーパー-クライマックス   | 1:54.6 | +1.0  | 4        |
| 5       | 12  | グラハム・ヒル                   | BRM                       | 1:54.6 | +1.0  | 5        |
| 6       | 8   | ダン・ガーニー                   | ポルシェ                  | 1:54.8 | +1.2  | 6        |
| 7       | 10  | ヨアキム・ボニエ                 | ポルシェ                  | 1:55.2 | +1.6  | 7        |
| 8       | 14  | リッチー・ギンサー               | BRM                       | 1:55.2 | +1.6  | 8        |
| 9       | 30  | ジャック・ブラバム               | ロータス-クライマックス   | 1:55.4 | +1.8  | 9        |
| 10      | 22  | トレバー・テイラー               | ロータス-クライマックス   | 1:56.0 | +2.4  | 10       |
| 11      | 26  | ロイ・サルヴァドーリ             | ローラ-クライマックス     | 1:56.2 | +2.6  | 11       |
| 12      | 2   | フィル・ヒル                     | フェラーリ                | 1:56.2 | +2.6  | 12       |
| 13      | 18  | トニー・マグス                   | クーパー-クライマックス   | 1:57.0 | +3.4  | 13       |
| 14      | 34  | マステン・グレゴリー             | ロータス-クライマックス   | 1:57.2 | +3.6  | 14       |
| 15      | 42  | ジャッキー・ルイス               | クーパー-クライマックス   | 1:59.4 | +5.8  | 15       |
| 16      | 36  | イアン・バージェス               | クーパー-クライマックス   | 2:00.6 | +7.0  | 16       |
| 17      | 54  | カレル・ゴダン・ド・ボーフォール | ポルシェ                  | 2:01.4 | +7.8  | 17       |
| 18      | 48  | トニー・シェリー                 | ロータス-クライマックス   | 2:02.4 | +8.8  | 18       |
| 19      | 40  | トニー・セッテンバー             | エメリソン-クライマックス | 2:02.4 | +8.8  | 19       |
| 20      | 46  | ジェイ・チャンバーレイン         | ロータス-クライマックス   | 2:03.4 | +9.8  | 20       |
| 21      | 44  | ヴォルフガング・ザイデル         | ロータス-BRM              | 2:11.6 | +18.0 | 21       |
| ソース: |     |                                  |                           |        |       |          |

### 決勝
| 順位    | No. | ドライバー                       | コンストラクター          | 周回数 | タイム/リタイア原因            | グリッド | ポイント |
| ------- | --- | -------------------------------- | ------------------------- | ------ | ------------------------------ | -------- | -------- |
| 1       | 20  | ジム・クラーク                   | ロータス-クライマックス   | 75     | 2:26:20.8                      | 1        | 9        |
| 2       | 24  | ジョン・サーティース             | ローラ-クライマックス     | 75     | +49.2                          | 2        | 6        |
| 3       | 16  | ブルース・マクラーレン           | クーパー-クライマックス   | 75     | +1:44.8                        | 4        | 4        |
| 4       | 12  | グラハム・ヒル                   | BRM                       | 75     | +1:56.8                        | 5        | 3        |
| 5       | 30  | ジャック・ブラバム               | ロータス-クライマックス   | 74     | +1 Lap                         | 9        | 2        |
| 6       | 18  | トニー・マグス                   | クーパー-クライマックス   | 74     | +1 Lap                         | 13       | 1        |
| 7       | 34  | マステン・グレゴリー             | ロータス-クライマックス   | 74     | +1 Lap                         | 14       |          |
| 8       | 22  | トレバー・テイラー               | ロータス-クライマックス   | 74     | +1 Lap                         | 10       |          |
| 9       | 8   | ダン・ガーニー                   | ポルシェ                  | 73     | +2 Laps                        | 6        |          |
| 10      | 42  | ジャッキー・ルイス               | クーパー-クライマックス   | 72     | +3 Laps                        | 15       |          |
| 11      | 40  | トニー・セッテンバー             | エメリソン-クライマックス | 71     | +4 Laps                        | 19       |          |
| 12      | 36  | イアン・バージェス               | クーパー-クライマックス   | 71     | +4 Laps                        | 16       |          |
| 13      | 14  | リッチー・ギンサー               | BRM                       | 70     | +5 Laps                        | 8        |          |
| 14      | 54  | カレル・ゴダン・ド・ボーフォール | ポルシェ                  | 69     | +6 Laps                        | 17       |          |
| 15      | 46  | ジェイ・チャンバーレイン         | ロータス-クライマックス   | 64     | +11 Laps                       | 20       |          |
| 16      | 32  | イネス・アイルランド             | ロータス-クライマックス   | 61     | +14 Laps                       | 3        |          |
| Ret     | 2   | フィル・ヒル                     | フェラーリ                | 47     | エンジン                       | 12       |          |
| Ret     | 26  | ロイ・サルヴァドーリ             | ローラ-クライマックス     | 35     | バッテリー                     | 11       |          |
| Ret     | 10  | ヨアキム・ボニエ                 | ポルシェ                  | 27     | ディファレンシャル             | 7        |          |
| Ret     | 44  | ヴォルフガング・ザイデル         | ロータス-BRM              | 11     | ブレーキ                       | 21       |          |
| Ret     | 48  | トニー・シェリー                 | ロータス-クライマックス   | 6      | エンジン                       | 18       |          |
| DNS     | 48  | キース・グリーン                 | ロータス-クライマックス   |        | 練習走行のみ(シェリーのマシン) |          |          |
| ソース: |     |                                  |                           |        |                                |          |          |

ラップリーダー
- 1-75=ジム・クラーク

## 第5戦終了時点のランキング
|   | 順位 | ドライバー             | ポイント |
| - | ---- | ---------------------- | -------- |
|   | 1    | グラハム・ヒル         | 19       |
| 2 | 2    | ジム・クラーク         | 18       |
|   | 3    | ブルース・マクラーレン | 16       |
| 2 | 4    | フィル・ヒル           | 14       |
| 2 | 5    | ジョン・サーティース   | 13       |

|   | 順位 | コンストラクター        | ポイント |
| - | ---- | ----------------------- | -------- |
| 2 | 1    | ロータス-クライマックス | 24       |
| 1 | 2    | BRM                     | 23       |
| 1 | 3    | クーパー-クライマックス | 21       |
|   | 4    | フェラーリ              | 14       |
| 1 | 5    | ローラ-クライマックス   | 13       |

- 注:  トップ5のみ表示。ベスト5戦のみがカウントされる。